# Middle of Nowhere (ER)
Middle of Nowhere is de vijftiende aflevering van het vijfde seizoen van de televisieserie ER, die voor het eerst werd uitgezonden op 25 februari 1999.

## Verhaal
Op advies van dr. Romano gaat dr. Benton voor twee weken werken in een ziekenhuis in Minnesota om zo extra geld te verdienen. Voordat hij vertrekt krijgt hij echter een andere bestemming, een afgelegen dorp in Mississippi. Daar bestaat het ziekenhuis maar uit twee kamers. Dr. Benton worstelt met lokaal racisme, krijgt een moeilijke bevalling te verwerken en neemt onorthodoxe maatregelen om twee vissers te redden. Dr. Benton werd wantrouwend binnengehaald maar gaat als een held weer weg
Ondertussen in Chicago gaat het niet de goede kant op met het herstel van Jeanie Boulet. 

## Rolverdeling

### Hoofdrollen
- Eriq La Salle - Dr. Peter Benton
- Matthew Watkins - Reese Benton
- Laura Innes - Dr. Kerry Weaver
- Alex Kingston - Dr. Elizabeth Corday
- Paul McCrane - Dr. Robert Romano
- Gloria Reuben - Jeanie Boulet
- Dinah Lenney - verpleegster Shirley

### Gastrollen (selectie)
- John Dee Smith - Sonny
- Whitman Mayo - Jesse Morgan
- Brent Briscoe -  Eli Ebee
- Porscha Palmer - Adelina Young
- Barbara Roberts - oma van Adelina Young
- Celia Weston - verpleegster Maureen Chapman
- Tonea Stewart - Pearl
- April Turner - Annie
- Cynthia Calhoun - Becca
- Jamie Wilson - Melanie Ebee